# Resolució 51 del Consell de Seguretat de les Nacions Unides
La Resolució 51 del Consell de Seguretat de les Nacions Unides, aprovada el 3 de juny de 1948, reafirmava les resolucions anteriors del Consell sobre el conflicte Índia-Pakistan, va dirigir la Comissió establerta a la Resolució 39 del Consell de Seguretat de les Nacions Unides per traslladar-se a les àrees de controvèrsia i complir els deures assignats en la Resolució 47 del Consell de Seguretat de les Nacions Unides tan aviat com sigui possible. La resolució també va instruir a la Comissió dirigir una carta que va ser enviada al Consell de Seguretat de les Nacions Unides pel Ministre d'Afers Exteriors de Pakistan.
La resolució va ser aprovada per vuit vots; la República de la Xina, l'RSS d'Ucraïna i la Unió Soviètica es van abstenir.